# Nigel Kneale
Thomas Nigel Kneale (* 18. April 1922 in Barrow-in-Furness; † 29. Oktober 2006 in London) war ein britischer Schriftsteller und Drehbuchautor und ab 1954 mit Judith Kerr verheiratet. Sein jüngerer Bruder ist der Künstler und Bildhauer Bryan Kneale. Seine Tochter Tacy Kneale ist Schauspielerin und SFX-Designerin, sein Sohn Matthew Kneale ist Autor.

## Leben
Nigel Kneale wuchs in Douglas auf der Isle of Man auf, wo sein Vater Besitzer und Herausgeber der Tageszeitung The Herald war. Er studierte Jura und arbeitete in einem Anwaltsbüro, war aber von der Aussicht auf eine Karriere in der Justiz nicht begeistert. Im Zweiten Weltkrieg wollte er sich freiwillig zur British Army melden, wurde aber aus medizinischen Gründen abgelehnt. 1946 ging er nach London und studierte Schauspielerei; er graduierte an der Royal Academy of Dramatic Art 1957. Danach arbeitete er als Statist in Stratford-upon-Avon, ehe er beschloss, sich dem Schreiben zu widmen. Viele seiner Kurzgeschichten spielen auf der Insel seiner Jugend.
Kneale wurde schon als „The first significant television dramatist“ bezeichnet; Judith Kerr beschreibt seinen erfolgreichen Einstieg in dieses Metier in den 1950er-Jahren in ihrem Buch Eine Art Familientreffen. 
1950 gewann er mit Tomato Cain, einer Sammlung von Kurzgeschichten, den Somerset Maugham Award. 1951 begann er als fest angestellter Autor für die BBC zu arbeiten, und ab 1953 lief die Science-Fiction-Serie The Quatermass Experiment, der erste britische „Straßenfeger“. Ein Jahr später arbeitete Kneale an der TV-Adaption von George Orwells 1984 mit, die wegen schockierender Szenen zu Diskussionen und sogar Parlamentsanfragen führte; das British Film Institute nahm den Fernsehfilm später in seine Liste der 100 besten britischen TV-Produktionen auf. 2004 erhielt er den Karl Edward Wagner Award.
1962 kam seine TV-Version von Wuthering Heights heraus. In den Folgejahren war Kneale für eine Vielzahl von TV-Drehbüchern verantwortlich. In den 1970er-Jahren wechselte Kneale von der BBC zu ITV.

## Filmografie (Auswahl)
- 1953: The Quatermass Experiment (Fernsehserie, 6 Teile)
- 1954: Nineteen Eighty-Four (Fernsehfilm)
- 1955: Quatermass II (Fernsehserie, 6 Teile)
- 1958: Blick zurück im Zorn (Look Back in Anger)
- 1958: Quatermass and the Pit (Fernsehserie, 6 Teile)
- 1960: Der Komödiant (The Entertainer)
- 1962: Rebellion (H.M.S. Defiant)
- 1964: Die erste Fahrt zum Mond (First Men in the Moon)
- 1966: Der Teufel tanzt um Mitternacht (The Witches)
- 1967: Das grüne Blut der Dämonen (Quatermass and the Pit)
- 1972: The Stone Tape (Fernsehfilm)
- 1979: Quatermass (Fernsehserie, 4 Teile)
- 1981: Kinvig (Fernsehserie, 7 Folgen)
- 1989: Frau in Schwarz (The Woman in Black) (Fernsehfilm)